# Ел Греко
Доменикос Теотокопулос (грч. Δομήνικος Θεοτοκόπουλος; Кандија, октобар 1541 — Толедо, 7. април 1614), познатији као Ел Греко (шп. El Greco), грчки сликар, вајар и архитекта шпанске ренесансе. Велики мајстор доба маниризма, његов својствен, драматичан и експресионистички стил је познат широм Европе крајем 16. и почетком 17. вијека. Послије релативног пада у заборав од 17. до 19. вијека, Ел Греково дјело поново привлачи пажњу умјетника, историчара и публике у 20. вијеку.
Утицао је на многе сликаре романтизма, на примјер Гоју, као и сликаре модернизма с краја 19. и почетком 20. вијека, Едуарда Манеа, Пикаса, и сликаре покрета фовизма, експресионизма и надреализма.
У родном Криту је био цијењен иконописац критске школе сликарства. Након одласка у Венецију слика у венецијанском стилу Тицијана и Тинторета, а у Риму изучава истакнута дјела Микеланђела и античку скулптуру у пинакотеци Ватикана.
Године 1577. одлази у Шпанију, гдје је живио и стварао до краја живота. У Шпанији је развио сопствени стил који карактеришу издужене фигуре са властитим маниристичким свјетлом у окружењима упечатљивог контраста боје. Његово дјело чине олтарне слике великих размјера углавном настала по наруџби, као и портрети шпанских племића, ерудита и свештеника.
Био је велики ерудита и познавалац класичне грчке и књижевности свога доба, а посједовао је и изузетну библиотеку.

## Биографија

### Крит
Доменикос Теотокопулос, родио се 1541. године у Кандији (данашњи Ираклион) на Криту, у то вријеме под окупацијом Млетачке републике. Врло мало тога је познато из његовог дјетињства и првих корака у сликарству, али се вјерује да је сликарство учио у свом родном мјесту. Иако његова прва дјела нису сачувана, такође се вјерује да је прве слике сликао у стилу позног византијског стила, како је било уобичајено на Криту у то вријеме. У његовим каснијим дјелима, срећу се трагови тог стила.
Година Ел Грековог рођења није позната из неког савременог службеног документа, већ из својеручно написане биљешке да је 1606. године имао 65 година. Његов отац, Георгис Теотокопулос, био је цариник и трговац као и његов старији брат Маноус Теотокопулос (1531–1604). Нема података о његовој мајци, а идентитет могуће супруге Гркиње је и даље непознат.
Ел Греко је инструиран као хагиограф, о чему свједочи његова лична исправа из 1563. године, и мора да је изучавао старогрчку класичну књижевност још од малих ногу, судећи по богатој библиотеци наслијеђеној након смрти његовог сина Хорхе Мануела Теотокопулоса. Име његовог првог учитеља сликарства није познато. На Криту, под влашћу Млетака од 1211. године, сликари и хагиографи су комбиновали византијски идиом са западним утицајима, сликајући углавном преносиве иконе и формирајући такозвану Критску школу сликарства. У Кандији је у 16. вијеку било око двјеста сликара, организованих у професионална удружења према италијанским стандардима. Ел Греко се у самим почецима упознао са дјелима ренесансних умјетника која су виду графичких отисака кружила Млецима окупираним Критом. Од 1563. године званично је обављао професију сликара. Ове информације су извучене из биљешки на његово име у званичном документу, гдје је описан као „мајстор Доменикос”. Једна од првих информација о његовом раду потиче из другог документа из 1566. године, према ком је Ел Греко добио дозволу да прода једну слику за 70 дуката, што је тада била висока цијена, посебно за једног младог умјетника.

### Венеција и Рим
Ел Греко никада није заборавио своје грчко поријекло и до краја је потписивао своја дјела грчким алфабетом и пуним именом, Δομίνικος Θεοτοκόπουλος. Ипак, познатији је као Ел Греко (Грк), надимку који је добио док је боравио у Италији, гдје је постојао обичај давања надимака странцима по земљи или граду поријекла. За члан „Ел” у његово надимку, једни тврде да потиче из венецијанског дијалекта, а други да је додат касније у Шпанији. У документима у Италији се потписивао као Доминико Греко, а у Шпанији као Доменико Греко.
Пошто је Крит, његова родна земља, био под Млетачком републиком и Ел Греко млетачки грађанин, одлучио је да оде у Венецију на даље усавршавање. Тачан датум његовог одласка није познат, али се мисли да је ријеч о било ком датуму између 1560, кад му је било 19 година и 1566. године. У Венецији, Ел Греко се кретао у круговима умјетника око Тицијана, Тинторета и Јакопа Басана. Информације о његовом боравку у Италији су ограничене. У граду канала постепено је овладао умјетношћу венецијанске ренесансе, у употреби боје, перспективе, анатомије и уљане технике, мада се није сасвим одрекао своје византијске традиције. Након краћег путовања кроз Италију, посјетио је Падову, Виченцу, Верону, Парму и Фиренцу, на крају се настанио у Риму гдје борави до 1576/77. године.
У писму са датумом на 16. новембар 1570. које је написао Ђулијо Кловио, минијатор и ентеријериста на услузи кардинала Алесандра Фарнеза, тражи се пребивалиште у палати Фарнезе за „младића из Кандије, ученика Тицијановог”. 8. јула 1572. године, помиње се „грчки сликар” у писму које је Фарнезе из Рима послао неком кардиналу. Убрзо послије, 18. септембра 1572. године, „Доминико Греко” је исплатио обавезе чланства Удружења св. Луке у Риму како би постао самостални умјетник. Колико времена је млади умјетник провео у Риму није познато, пошто се вратио у Венецију негдје крајем 1575. или почетком 1576. године, прије одласка за Шпанију. Постоји и теорија да се није враћао у Венецију, већ да је отпутовао директно из Рима преко Ђенове за Шпанију.
Одређена дјела која је Ел Греко насликао у Италији су у потпуности у венецијанском ренесансном стилу 16. вијека. На њима нису видљиви утицаји његовог византијског насљедства изузев можда на лицима старих људи, на примјер у слици Христ враћа вид слијепцу. Положај фигура у дубинском простору и нагласак на елементима архитектуре високоренесансног стила нарочито су значајни у његовим раним сликама као Христ изгони трговце из храма. Први знаци његовог нарочитог талента портретисте, јављају се у Италији у портретима Ђулија Кловија и Винсентија Анастађија.
У Венецији је био под утицајима великих италијанских ренесансних сликара, Тицијана и Тинторета. Дјела из тог венецијанског периода, као Христ враћа вид слијепцу (1566–1567, Галерија сликарства, Дрезден) показују да је врло брзо усвојио Тицијанов колорит, као и композицију фигура и употребу широких дубинских простора, карактеристичних за дјело Тинторета.
За вријеме боравка у Риму, од 1570. до 1576. године, Ел Греко је наставио да се инспирише у дјелима италијанских умјетника. Утицаји пластичних квалитета Микеланђеловог дјела, очигледни су у његовој Пијети (1567–1577. у Музеју Филаделфије). Благовијести из италијанског периода (1567–1577. у Музеју Прадо, Мадрид), је највероватније сликао у Риму, мада се запажају трагови венецијанског сликарства, како у колориту, тако и у начину студије простора. Студије римске архитектуре оснажују равнотежу његових композиција, неријетко погледи на ренесансне грађевине.

## Средња етапа
Тачни разлози око Ел Грековог одласка из Италије нису познати; претпоставља се да је био заинтересован да постане сликар Филипа II. У Шпанију је с њим допутовао и његов млади италијански помоћник Франческо Пребосте који му је био одан до краја живота.
Ел Греко се први пут појавио у Шпанији у прољеће 1577. година, прво у Мадриду а потом у Толеду. Један од главних разлога његове селидбе у Шпанију је највјероватније сазнање о изградњи манастира Сан Лоренсо дел Ескоријал, великом пројекту шпанског краља Филипа II, удаљеном четрдесетак километара сјеверозападно од Мадрида. Поред овога, врло је вјероватно да је у Риму упознао неке шпанске свештенике, преко Фулвија Орсинија, толедског хуманисте, који је у Риму радио на реформи грегоријанског календара и библиотекара палате Фарнезе. Познато је да је најмање један шпански свештеник који је провео неко вријеме у Риму у том периоду, Луис од Кастиље, постао Ел Греков близак пријатељ и евентуално један од извршилаца његовог тестамента. Луисов брат, Дијего од Кастиље, био је први у Шпанији који је Ел Греку наручио слику, највјероватније обећану прије него што је умјетник напустио Италију. Обојица су били у уској вези са катедралом у Толеду, и могуће је да су га они савјетовали да посјети Шпанију. Крајем 1576. године, Ел Греко напушта Италију и послије једне кратке паузе на Малти, стиже у Толедо у прољеће 1577. године.
Имао је жељу да ради на фрескама за нови манастир који се конструисао у Сан Лоренсу од Ескоријала, радови на коме су завршени 1582. године. Како би добио посао за њихову израду, послао је више слика краљу Филипу II, али није успио да убиједи краља да му га повјери. У једној од послатих слика, „Алегорија Свете Лиге“ (1578-1579, верзије у Ескоријалу и у Националној галерији у Лондону), очигледна је његова способност за усклађивање сложене политичке иконографије са средњовјековним мотивима. За Ескоријал је једино насликао слику Свети Мауриције и тебанска легија (позната као Мучеништво св. Мауриција и Сан Филипа II), која се и данас у њему налази. Међутим, слика није била у складу са краљевим очекивањима, и убрзо је наручио друго дјело истог субјекта у њену замјену. Тиме се завршила Ел Грекова сарадња са шпанским двором.
Краљу је вјероватно сметала скоро шокантна жута свјетлост у контрасту са плавом на одјећи главне групе на слици, са Св. Маурицијем у центру. Такође чињеница да се на слици јављају портрети савременика у ликовима који су учесници светог догађаја. С друге стране, модерном оку Ел Грекова одважна употреба боје изгледа привлачно. Потези и овдје подсјећају на Венцијанце, посебно у начину којим се бојом сугерише форма, али и у слободном, илузионистичком и атмосферском простору у слици.
Године 1578. у Толеду му се родио једини син, Хорхе Мануел, из ванбрачне везе са Херонимом де Лас Куевас, поријеклом из толедске занатске породице. Она га је изгледа надживјела и мада је Ел Греко признавао везу и сина, није се никада њоме оженио. Та чињеница је често интригирала његове хроничаре, пошто је помињао Херониму у различитим документима, укључујући властити тестамент. Неки су закључили да је Ел Греко већ био ожењен у младости на Криту, или можда касније у Италији, те да због тога није могао да легализује још један брак.
У Толеду је Ел Греко радио наруџбе за цркве и манастире широм провинције. Спријатељио се с многим водећим хуманистима, учењацима и свештеницима међу којима је Антонио де Коварубијас, учењак класике и син архитекте Алонса де Коварубијас, био пријатељ коме је урадио портрет. Фра Хортенсио Феликс Парависино, вођа реда Тројства у Шпанији и омиљени проповједник Филипа II од Шпаније, посветио је четири сонета Ел Греку, а у једном од њих је описао умјетников процес израде свога портрета. Луис де Гонгора и Арготе, истакнута личности шпанске књижевности 16. вијека, написао је сонет за надгробну плочу Ел Грекове гробнице. Други писац, Дон Педро де Салазар де Мендоза, припадао је најужем кругу интелектуалаца сакупљених око Ел Грека.
Од 1585. године Ел Греко се настанио у средњовјековној палати која је припадала маркизу Виљени. Данашња Кућа и музеј Ел Грека (Casa y Museo del Greco), мада у близини некадашње палате, није никада била његова резиденција. Претпоставља се да је палату користио више за атеље него за луксузан живот. Године 1605. историчар Франсиско де Писа је ову палату прогласио најљепшом у граду. Ел Греко је наравно живио удобан живот и дружио се са водећим личностима толедског интелектуалног, вјерског и економског живота.
Ел Грекова прва значајна наруџба у Шпанији је била за високи и два бочна олтара манастирске цркве Санто Доминго ел Антигуо у Толеду (1577–79). Дотада није имао наруџбу сличног обима и важности. Архитектонски пројекат за оквире олтара, а који подсјећају на венецијанског архитекту Паладија, такође је он израдио. Слика за високи олтар, Успење Богородице, обиљежила је нови период умјетниковог стила, гдје је изразио пуну величину свога генија. Главне фигуре су у првом плану слике, а у апостолима је постигао један нови сјај боје. Техника подсјећа на венецијански манир сликања слободним потезима са акцентима бијелог свјетла, мада је њихова снага и манипулација контраста – која понегдје иде и до одређеног несклада – изразито Ел Грекова. Први пут је очигледно усвајање Микеланђелове умјетности, посебно у слици Тројства, у горњем дијелу олтара, гдје снажно пластично наго тијело Христа не оставља сумњу у извор Ел Грекове инспирације. У бочној слици олтара, гдје је приказана сцена Васкрснућа, ставови стојећих војника и контрапост (класични став у коме су горњи и доњи дијелови тијела супротни једни другим) оних који леже је такође јасно микеланђеловске инспирације.
Још једно мајсторско и посебно оригинално Ел Греково дјело из истог периода је Експолио (Свлачење тунике са Христа) за Катедралу Толеда. Моменат свлачења одјеће пред разапињање Христа на крст дотада није приказиван у западној хришћанској умјетности. Композицију је организовао вертикално са сабијеним масама и мотивацијом да дочара Христову бол коју ће му проузроковати његови мучитељи. Одабрао је уобичајени метод збијања простора карактеристичан за сликаре маниризма, али се у исто вријеме код глава из позадине послужио преклапањима карактеристичним за византијско сликарство, гдје сугерише узрујану масу људи иза Христове фигуре. Изворни позлаћени дрвени олтар на ком је слика била монтирана је уништен и једино је преостала мала вајарска група која приказује чудо Сан Илдефонса у доњем централном дијелу његовог оквира.
У Експолију су видљиви сви стилови сликарства с којима је Ел Греко експериментисао у Италији: натурализам карактеристичан за његове портрете; слободна сликовна и колористичка техника коју је научио у Венецији; храбре и одважне идеје композиције које су присутне у позном дјелу Микеланђела; и маниристичка истанчаност и истицање елегантне виткости фигура.
Неслагање око цијене коју је Ел Греко тражио за Експолио, на крају је имало судски епилог и оставило велику мрљу на умјетникову даљу каријеру. Ауторитети толедске катедрале му више нису наручили дјело сличне важности. Његове даље наруџбе су углавном пристизале од приватних колекционара и самостана из Толеда и провинције.
Ел Грекова тенденција да издужује људску фигуру је очигледна, на примјер, у изузетном и нерестаурираном Св. Себастијану. Исто издуживање је такође присутно у дјелима Микеланђела, у сликарству венецијанског Тинторета и Паола Веронеза, као и у умјетности других истакнутих сликара маниризма. Преувеличана виткост Христовог издуженог тијела насупрот драмском небу у Распећу с покровитељима, наговјештава умјетников касни стил.
Ел Греково најславније дјело, Сахрана грофа од Оргаза (у новије вријеме предложено и Сахрана господара Оргаза) је наручио калуђер братства цркве Санто Томе у Толеду 1586. године, за прославу обнове финансијске обавезе цркви коју је задужио гроф Оргаза. Дјело слави већ дуго преминулог доброчинитеља, на чијој се сахрани јављују светитељи Стефан и Августин да би присуствовали полагању његовог тијела у гробницу. Слика описује ово чудо у доњем дијелу као и пут грофове душе у Рај приказан у горњем дијелу слике. Када се посматра уживо у цркви, слика има зауставни карактер визије.
Његова најчувенија дјела су Поглед на Толедо и Сахрана грофа Оргаза.

## Посљедња етапа
Од 1590. до смрти, Ел Грекова стваралачка снага је у пуном замаху. Међу истакнутим дјелима за цркве и манастире на подручју Толеда налазе се Света породица са Магдаленом и Света породица са св. Аном. Више пута је понављао слике на тему Христове агоније у врту гдје је дочарао ванземаљски свијет путем чудноватих облика и бриљантних, хладних и међусобно супротстављених боја. Побожна тема, Христ носи крст је позната у око једанаест Ел Грекових оригиналних дјела и по многобројним копијама. Такође је насликао скоро све главне светитеље, често понављајући исту композицију, посебно Св. Доминика, Марију Магадалену, Св. Јеронима као кардинала, Св. Јеронима у покајању, Св. Петра у плачу, између осталих. Фрањо Асишки је светац ког је сликао највише пута, у око 25 оригинала из његове руке и више од 100 верзија његових сљедбеника. Најчешће на тему Фрањо Асишки и брат Лео медитирају о смрти.
Из ових циклуса преостале су двије главне серије од 13 слика, са приказима Христа и дванаест апостола. Једна је у катедрали Толеда (1605–10), а друга, недовршена (1612–14), у Ел Грековој Кући и музеју у Толеду. Фронтални став Христа како дијели благослове, сугерише средњовјековно византијско сликарство, мада су боја и потези четкицом Ел Греков јединствени стил. У овим побожним дјелима намијењеним молитви изражен је вјерски дух римокатоличке Шпаније у периоду противреформације. Грк по поријеклу и Италијан по умјетничким схватањима, Ел Греко се поистовијечио са вјерским духом Шпаније, поставши највиталнији визуелни представник шпанског мистицизма. Ипак, и због комбиновања ове три различите културе, развио се у толико посебног умјетника да га се не може сврстати ни у једну од поменутих школа, већ једино посматрати као усамљеног генија западне умјетности дотада невиђене снаге израза и маштовитости.
Од 1596. године број наруџби Ел Греку је значајно порастао и тај ритам се одржао до његове смрти. Више је разлога за то: слава коју је умјетник досегао претходних година, престиж и пријатељство са групом локалних покровитеља који су му обезбјеђивали редовне и важне наруџбе, и такође, од 1600. године, учествовање његовог сина Хорхеа Мануела у атељеу, који је због своје активности као архитекте доносио наруџбе из читаве провинције Толеда. Посљедња деценија је био истакнут моменат у његовој умјетности и период када је развио свој карактеристични касни стил.
Мада је изгубио покровитеље које у почетку тражио, краља Филипа II и катедралу у Толеду, с којима би имао сигуран и континуиран посао, на крају је пронашао друге у групи црквењака чији је циљ био ширење доктрине противреформације, будући да се Ел Грекова каријера поклапала с временом потврђивања католицизма против протестантизма, гдје је званични центар шпанског католицизма био надбискупија Толеда. Ел Греко је у ствари илустровао идеје противреформације, што је очигледно у реперторију тема слика које су му биле наручиване: представе светаца и апостола као посредника обичних смртника пред Христом, онако како је учила римокатоличка Црква; покајника који су истицали важност покајања и исповиједања, што су протестанти у својој доктрини одбацили; величање богородице Марије, што су протестанти такође доводили у питање; и из истог разлога су биле тражене слике на тему Свете породице. Ел Греко је, стицајем околности и због времена у ком је живио и стварао, постао умјетник који је служио идеалима противреформације којим су излагане и наглашаване главне доктрине католицизма.

## Ел Грекова библиотека
Инвентар књига и списа који је састављен након његове смрти потврђује да је био човјек високе културе и истински ренесансни хуманист. Његова библиотека нам даје неку идеју о ширини и опсегу његових интересовања. Чинила су је дјела свих већих грчких аутора на грчком језику, бројне књиге на латинском и друге на италијанском и шпанском: Плутархови животописи, Петраркова поезија, Ариосто, Библија на грчком, поступци Тридентског концила и архитектноски трактати Витрувија, Вањоле, Албертија, Паладија и Серлија. Ел Греко је написао један трактат о сликарству, али је рукопис изгубљен. Преостале су биљешке на маргинама његовог примјерка Витрувијевог трактата о архитектури и друге које је писао на примјерку Вазаријевих Живота умјетника.
„Био је велики филозоф продорних запажања, а писао је о сликарству, вајарству и архитектури.” Овим штурим ријечима је севиљски сликар Франсиско Пачеко окарактерисао Ел Грека, након своје посјете седамдесетогодишњем мајстору у Толеду 1611. године.
Поменути Ел Грекови теоријски списи нису сачувани, али његов широки хуманистички дух јасно открива његова библиотека. У њој су били заступљени скоро сви класични грчки писци и историчари, али и ренесансни теоретичари архитектуре, прослављени вјерски ауторитети и савремени писци витешких романси. Ипак, врло мало је забиљежено и познато о умјетниковој личности, јер нису остала његова писма, а и за разлику од Тицијана није имао једног Пјетра Аретина да га велича, ни Ђорђа Вазарија да преприча сликовите анегдоте из његовог живота.
За претпоставити је да је Ел Греко навике библиофила стекао врло рано, док је још живио у Венецији, тада највећем италијанском центру нове штампарске умјетности. Ипак многа дјела која је посједовао била су италијанска издања с краја шеснаестог вијека; доказ да је наставио да набавља књиге и након што се настанио у Толеду. Његова библиотека нам је позната по инвентарима које је начинио његов син Хорхе Мануел након умјетникове смрти. У њој су била веома цијењена прва штампарска издања класика, што сугерише да је потицао из имућне породице. Избор наслова говори о широком и темељном образовању из грчких класика и историје. У око сто тридесет књига обухваћена су дјела на грчком, латинском, италијанском и шпанском језику, од којих је деветнаест расправа о архитектури које су се непосредно тицале његових професионалних активности. Наслови показују да су његова интересовања за општу књижевност, историју, филозофију и науку била најразличитија. У грчким издањима су дјела Хомера и Еурипида, Демостенове Говори, Ксенофонтове Анабазе (Величања; седам књига), Езопове басне, расправе о медицини које се приписују Хипократу, и списи грчког бесједника Исократа и грчког сатиричара Лукијана. Читао је Плутархове биографије славних личности и његову Моралију, а сумња се да је умјетников омиљени јунак прошлости био Александар Велики, о коме је посједовао две стандардне биографије, једну на грчком коју је писао Аријан, и другу на латинском од Квинта Курције. Ту су још била и дјела Тацита, Јосифова прослављена Историја Јевреја и томови о науци ратовања. О власти је посједовао дјела Ђованија Ботера и савременог шпанског писца Херонима Романа. Мада инвентари које је сачинио његов син Хорхе Мануел Теотокопули, не наводе увијек ауторе или тачне наслове, он се потрудио да помене дјело из историје Италије, прослављену хронику ренесансе аутора Франческа Гичардинија, и књигу о градовима свијета. Ставка под насловом „Опис Италије” је сигурно чувени водич Опис цијеле Италије (Descrittione di tutta Italia) фра Леандра Албертија који је први пут штампан у Болоњи 1550. године.
Аристотел је очигледно био Ел Греков омиљени филозоф, пошто је имао његову Политику и Метафизику, али од Платона није имао ништа. Читао је и Боетија из шестог вијека, Десет дијалога из историје ренесансног новоплатоновца Франческа Патриција, и О институцији морала Алесандра Пиколоминија. Ел Греко је такође добро познавао италијанску поезију, што би се могло очекивати од интелектуалца који је у Италији провео око осамнаест година свог живота. Петрарка, Ариосто и Бернардо Тасо били су међу пјесницима у његовој библиотеци, а сигурно је било много других који су остали анонимни међу педесет италијанских књига у његовој збирци чији наслови нису остали забиљежени. Треба навести и Рангонеов езотерични Трактат о режиму којим су Млечани чували добро здравље, књигу која је такође била у Ел Грековој библиотеци. Можда је Ел Греко лично познавао Рангонеа, касније познатијег као умјетничког мецене; наручио је Тинторетову серију слика о животу Светог Марка и властити споменик изнад улаза у цркву Сан Ђулијано у Венецији. Мање је познато о умјетниковој бризи за шпанску књижевност, јер се Хорхе Мануел није потрудио да именује посебна дјела, помињући само „седамнаест књига романси”, Силву разних лекција Педра Мексије и збирку историјских анегдота и фантастичних прича, наведених под заједничком ставком „чудесне приче.”
На грчком је Ел Греко читао Библију и списе црквених отаца, на шта указују издања која је посједовао на свом матерњем језику. Њему као сликару било је од суштинског значаја интимно познавање црквене историје и доктрине. Сасвим значајно је дјело Тридентског сабора стајало на његовим полицама на врхунцу противреформације у римокатоличкој Шпанији.
Највећи дио Ел Грекове библиотеке у суштини сугерише научни ум са снажном склоношћу ка историји, прошлој и савременој. Уживао је у религиозним и свјетовним списима. Једини показатељ било каквог занимања за окултизам је ништа већи од онога што би било који интелектуалац тог времена показао. Тумачење снова римског писца Артемидора из другог вијека чита се као пророчанство у својој неодређености, а спекулације Филипона Александринца о вјечности су више маштовите него филозофске. Филозоф у најширем смислу био је велики сликар Ел Греко, али не и сањар недисциплинованог ума и маште. Његово занимање за књижевност, политику, филозофију и медицину откривају енциклопедијски ум ренесансног хуманисте. Припадао је интелектуалној елити у великом периоду историје. Ипак, Ел Грекове слике дају мало наговјештаја о његовом широком знању, јер он није био сликар склон књижевној традицији попут Тицијана или Ботичелија. Није га занимала алегорија и симболика у маниру Бронзина, Вазарија и других италијанских манириста чије је дјело одлично познавао. Ел Грекова љубав према историји и књижевности огледа се у његовом стваралаштву само у ријетким приликама, као у слици „Лаокоона” и статуетама „Пандоре и Епиметеја”.

## Стваралаштво
Ел Грекова најранија дјела у стилу ренесансе и по доласку у Италију, показују јасан прелаз с византијског на венецијанско сликарство и касније утицај Микеланђела. Међу њима су Полиптих из Модене (око 1568–69; Модена, Галерија Естензе); Христ враћа вид слијепцу (око 1570. године; Дрезден, Галерија сликарства); Христ изгони трговце из храма (око 1575; Минеаполис, Институт умјетности); и портрети Ђулија Кловија (1570; Каподимонтеов музеј) и Вичентија Анастађија (1576; Њујорк, Фрикова збирка).
Од 1576. до 1577. године Ел Греко је у Мадриду и Толеду. Године 1577. пристигла му је значајна наруџба за Толедо: олтарна слика за цркву Сан Доминго ел Антигуо и Есполио (Свлачење тунике са Христа) за сакристију толеданске катедрале. Од циклуса за Сан Доминго, централни панел са Успењем Богородице је сада у Институту умјетности у Чикагу; Свето Тројство са горњег дијела је у Праду, као и бочни панел на ком је представљен Св. Бенедикт. Још увијек на свом изворном мјесту у цркви су Свето Лице, Св. Јован Крститељ, Св. Јован Јеванђелист и бочни панели Наклон пастира, Св. Јероним и Васкснуће.
Захваљујући овим наруџбама у Толеду, Ел Греко је успио да привуче пажњу Филипа II. Године 1580. за краља је насликао слику Свети Мауриције и тебанска легија (популарно познатом као Сан Филипа II), и Мучеништво св. Мауриција (обе у Ескоријалу). Посљедњом сликом краљ није остао задовољан и није била постављена у капелу за коју је предвиђена. Не успјевши да стекне наклоност Филипа II као покровитеља за будућу сарадњу, Ел Греко је био приморан да се врати у Толедо, град још увијек од капиталне важности у економском, друштвеном и интелектуалном животу Шпаније. У Толеду је Ел Греко стекао славу и био третиран с пажњом до краја живота. Ел Греков умјетнички стил се већ био прилагодио одређеним облицима шпанске умјетности, посебно кад су у питању његова вајарска и сликарска олтарна дјела, слике светаца приказаних самостално или у паровима, као и циклуси слика апостола, званих апостоладос. Његови свеци и мученици, често непропорционално издужени, али увијек величанствени са дочараном хијерархијом и статичним ритмом, подсјећају на византијске мозаике.
Хронологија најзначајнијих наруџби које је добијао пред крај живота је слиједећа. Године 1586. је за цркву Светог Томе у Толеду насликао Сахрану грофа Оргаза, једно од својих најзначајнијих дјела. Олтарна слика је још увијек на свом мјесту. По легенди, гроф је након смрти почаствован чудом. Наиме Св. Стефан и Св. Августин су сишли са небеса да би га сахранили својим властитим рукама. Сцена у којој је приказано ово чудо заузима доњи дио слике, а у њеном горњем дијелу је приказана душа преминулог грофа како пристиже у Рај. У средишњем дијелу и у облику вијенца који се простире од краја лијеве до краја десне стране слике, су портрети Ел Грекових савременика, истакнутих личности Толеда, међу којима је и његов властити портрет у централном дијелу. У доњем лијевом углу је стојећи портрет дјечака, његовог сина Хорхеа Мануела који у руци држи хартију на којој је Ел Греков потпис. Од три олтарне слике које је насликао за капелу Сан Хосе у Толеду од 1597. до 1599. године, главна, на којој је приказан Св. Јосиф води малог Христа и Крунисање Богородице, су и даље на предвиђеном мјесту; панели бочних олтарних слика, Богородица са Св. Агнијом Римском и Св. Теклом и Св. Мартин и просјак су у Националној галерији у Вашингтону. Нешто послије 1603. године, Ел Греко је имао новчаних проблема и био приморан да прихвата наруџбе мањег калибра. У то вријеме му је наручена олтарна слика за школу Сан Бернардино у Толеду.
Ел Грекови портрети посједују ријетку сугестивну снагу израза његових модела одјевених у тамна и црна одијела. Посебан духовни интензитет је присутан у његовом портрету кардинала Нињо де Гевара (око 1598–1600. године); Њујорк, Метрополитенски музеј), који представља једну изузетну композицију која је утицала на Веласкеза када је сликао портрет папе Иноћентија X. У свом једином пејзажу, Поглед на Толедо (1608. године; Метрополитенски музеј), Ел Греко је обдарио овај призор властитим ватреним духом.
Након што су Филип II и јеронимски сабор 1584. године, одбили његову слику „Мучеништво Светог Мауриција”, за један од олтара базилике, Ел Греко је проширио своју сликарску радионицу, започео серијску производњу олтарних слика за манастире и парохије града и надбискупију Толеда, као и слике мањих димензија за приватну, неинституционалну клијентелу. Наравно, његова главна дјела су и даље олтарне слике за манастире, парохије и капеле, као она за жупу Талавера ла Виеха (Касерес), капелу Сан Хосе и капеле школе Сан Бернардино од Толеда, и школу Отјеловљења (или Марије Арагонске од Мадрида), цркву болнице Богородице Милосрђа од Иљескаса, капелу Обаље у жупи Сан Висенте Мученик, или болнице Сан Хуан Баутиста или Тавера, такође из Толеда, коју је у тренутку своје смрти оставио недовршеном. Понекад је заједно са својим сином прихватао и друге наруџбе које није стигао ни да започне, попут оне за краљевски манастир Богородице од Гвадалупе (Касерес). У неким од ових посљедњих дјела Ел Греко је тежио да на домишљат начин пројектују вишеструке умјетничке цјелине у којима су скулптуре и архитектура олтара комбиноване са његовим сликама и другим декоративним тканинама уграђеним у зидове или сводове, замишљајући их као сложене визуелне и формалне системе које би требало да произведу зачуђујуће ефекте; данас је тешко пронаћи било који у свом изворном стању. Радио је и на пољу скулптуре и архитектуре, дисциплину за коју се посебно занимао током своје шпанске каријере и у којој је, упркос чињеници да није пројектовао ни једну архитектонску грађевину, заузео став искреног супротстављања савременим локалним постулатима, које је са положаја дворског архитекте обиљежио краљев архитекта Хуан де Ерера.

## Ел Грекова техника
Ел Грекова сликарска техника је само наизглед једноставна. Позната реченица коју је изрекао Франсиско Пачеко (касније учитељ Веласекзов) након једне посјете његовом атељеу гласи: „Треба видјети колико труда и рада улаже Ел Греко да би његове слике изгледале као да су рађене без икаквог напора.” Едуард Мане је 1865. године, након своје посјете Шпанији и Праду у Мадриду, изјавио: „Ишао сам у Шпанију да нађем Веласкеза, а срео сам Ел Грека”.
Највећи број радиолошких и других конзерваторских анализа Ел Грековог дјела су извели стручњаци шпанског музеја Прадо, нарочито пред велику изложбу његовог стваралаштва поводом прославе четиристогодишњице од његове смрти, одржане истовремено у Праду и Толеду 2014. године.
За подлогу највећег броја својих олтарних слика у Шпанији, Ел Греко је користио ланено платно ткано ромбоидним ткањем које су локални становници Толеда употребљавали за израду столњака. Била су високог квалитета и нимало јефтина. Предност је и у томе што су ткана великих димензија, тако да није било потребе сашивати више комада да би се добила подлога подесна за једну олтарну слику. Портрете је обично радио на другим, мање скупим ланеним платнима. У рестаураторским студијама ово платно ромбоидног ткања се показало отпорније од других типова на промјене температуре и утицај времена. Након разапињања платна на оквир, премазивао би подлогу једним премазом љепка животињског поријекла, затим другим у комбинацији са кречом. На крају још једним уз додатак неког од земљаних пигмената црвенкасте или смеђкасте боје. Овакву заштиту, или припрему подлоге за сликање уљаним бојама су користили и венецијански сликари као Тицијан, па је врло вјероватно да је Ел Греко ову технику научио док је боравио у Италији.
За разлику од многих других сликара доба, који су припремни цртеж замишљене композиције преносили на платно са мање или више детаља, Ел Греко је своје композиције скицирао четкицом, црном уљаном бојом директно на припремљеном (грунтованом) платну. Затим је испуњавао плохе и моделирао волумене пастуозним потезима бијеле боје коју би развлачио по површини, мијењајући јој тон додацима других боја у складу са замишљеном идејом. Значајно је и то да је пред крај рада на слици користио технику лазура, коју су у 16. вијеку употребљавали венецијански сликари, да би по потреби пригушили или ојачали интензитет и тон боје у зависности да ли је ријеч о позадини или фигурама композиције. Ел Греко је, посебно у портретима апостола гдје је за позадину користио плаву боју неба, често прелазио преко ње лазуром како би јој умањио интензитет и истакао лик и/или фигуру у први план слике.

## Ел Грекова школа
Велики мајстори сликарства, попут Ел Грека, Рубенса, Тицијана и Микеланђела, могу се у крајњој линији разумјети само кроз призму њиховог непоновљивог генија и изузетне умјетничке интуиције. Ипак, ниједан умјетник не постоји у вакууму — сваки је, до одређене мјере, обликован културним, друштвеним и умјетничким контекстом у ком је дјеловао. Иако истински великани могу надмашити своје вријеме и средину, њихова умјетност и даље носи трагове епохе из које потичу.
Природа Ел Грекове умјетности, без премца по својој експресивности и оригиналности, најбоље се може схватити кроз призму културних утицаја који су обликовали његово дјело. Рођен на Криту, он је понио наслеђе византијске иконографије, али се потом темељно школовао у Италији, гдје је усвојио ренесансне и маниристичке принципе. На крају, свој умјетнички израз је усавршио у Шпанији, гдје се у потпуности стопио са мистичним и религиозним темпераментом Толеда. Умјесто да једноставно комбинује ове различите утицаје, Ел Греко их је, захваљујући својој изузетној машти и дубоком емоционалном сензибилитету, претопио у нешто сасвим лично и оригинално.

### Критско-византијска позадина
Кроз вишедеценијске расправе историчари умјетности покушавали су да одреде у којој мјери је Ел Грекова оригиналност потекла из византијске и касносредњовјековне критске умјетничке традиције а у којој мјери из венецијанске ренесансе. Неспорно је да су одређени иконографски елементи тог насљеђа преживјели у његовим каснијим дјелима створеним у Шпанији. Међутим, поједини савремени истраживачи су отишли предалеко у наглашавању византијског утицаја, понекад превазилазећи границе вјеродостојности.
Нема сумње да у појединим дјелима можемо јасно препознати византијске одјеке. Иконографија „Есполија” и средњовјековни елементи присутни у „Алегорији Свете лиге” свједоче о његовом дубоком познавању ове традиције. Фронталност фигуре у „Заклетви Витеза”, положај Христове главе у „Вероници”, као и лик „Спаситеља” носе непогријешиве трагове византијског израза. Аскетски лик „Светог Јеронима као кардинала” са својим продорним погледом такође евоцира византијске прототипове. Поред тога, пејзажни мотиви у неким његовим делима указују на умјетниково источносредоземно поријекло, иако су слични мотиви присутни и код Дуча и италовизантијских сликара. На примјер, оштра стијена иза Христове фигуре у „Агонији у врту” неодољиво подсјећа на композициони принцип коришћен у Дучовој „Три Марије на Христовом гробу” и бројним византијским иконама. Слично, распоред светаца на позадини плавог неба са неправилним бијелим облацима у дјелима попут „Св. Мартина и просјак” или „Свети Јован Крститељ” рефлектује средњовјековне узоре.
С друге стране, иако византијски утицаји нису занемарљиви, техника сликања и колорит су без сумње венецијански. Ел Грекова употреба боје и свјетлости, као и његова способност асимилације различитих утицаја у јединствен визуелни израз, далеко превазилазе пуку репродукцију ранијих традиција. Ови елементи су често непримијетни посматрачу који није упућен у историју умјетности, а и тада дјелују више као суптилне алузије него као доминантне одлике његовог стила.
Заговорници тезе о Ел Грековом византизму не само да су указали на бројне иконографске везе већ су и његов колорит покушали да представе као искључиво византијски. Ипак, Ел Греков приступ боји може се далеко боље објаснити кроз венецијанско и маниристичко сликарство. Такође, тврдње да су одређени елементи у његовим композицијама, попут „Сахране грофа Оргаза” или „Крштења”, искључиво византијског поријекла, и даље остају предмет дискусије.
Додатно, поједине тврдње да су оклопи светаца у „Мучеништву светог Мауриција” искључиво инспирисани критским муралима 16. вијека занемарују чињеницу да су слични оклопи били присутни и у италијанској умјетности истог периода. Ренесансни умјетници попут Микеланђела користили су варијације римских оклопа на својим скулптурама, као што је случај са Микеланђеловим фигурама Лоренца и Ђулијана Медичија у капели Медичи у Фиренци. У том контексту, Ел Греко, са својим италијанским образовањем, природно би се одлучио за историјски костим који одговара легенди о мучеништву светог Мауриција из доба цара Диоклецијана.
Венецијански сликари, додуше, нису придавали нарочит значај античким детаљима, али су их свакако користили када су то прилике захтијевале. Чак је и Тицијан, Ел Греков учитељ, своје војнике одијевао у римске оклопне панцире, као што је случај са његовим „Ecce homo” из 1543. године, данас у Бечком музеју. Све указује да је Ел Греков стил био дубоко укоријењен у венецијанској и маниристичкој традицији, али прожет византијским насљеђем и неспорним индивидуалним и експресивним карактером који га чини једним од најоригиналнијих умјетника свога времена.

## Хронолошка галерија дјела
- Благовести, око 1578. уље на платну, 26 × 19 cm, Прадо, Мадрид.
- Света Породица, око 1590, уље на платну, 127 × 102 cm, Болница де Тавера.
- Крштење Христово, око 1597. уље на платну, 26 × 19 cm, Прадо, Мадрид.
- Христ избацује трговце из храма, око 1600. уље на платну, 350 × 144 cm, Национална галерија, Лондон.
- Толедо у олуји, око 1600. Прадо, Мадрид.
- Свети Јован Јеванђелиста, око 1600. уље на платну, 102 × 177 cm, Прадо, Мадрид.
- Поклоњење пастира, око 1600. уље на платну, 319 × 180 cm, Прадо, Мадрид.
- Дон Фернандо Нињо де Гевара, око 1601, уље на платну, 171 × 108 cm, Метрополитен, Њујорк.
- Молитва на маслиновој гори, 1605. уље на платну, 103 × 132 cm, Национална галерија, Лондон.
- Отварање петог печата (Апокалипса), око 1608. уље на платну, Метрополитан, Њујорк.
- Лаокоон, око 1610. уље на платну, 142 × 193, Национална галерија у Вашингтону.
- Распеће, уље на платну, 95,5 × 61 cm, музеј Гети, Лос Анђелос.

### Документарни филмови о Ел Греку
Документрна серија (El Greco, Alma y Luz Universales) о Ел Греку емитована на шпанској радио-телевизији 2014. године поводом четиристогодишњице од његове смрти. (шпански језик):
- El camino hacia realidad
- Las brumas de la memoria
- La Italia soñada
- Destino español
- El entiero del Conde del Orgaz
- La Gloria

### Рестаурација и конзервација Ел Грекових дјела
- Рестаурација Ел Грековог дјела Свлачење тунике с Христа (Експолио) – Званични канал Музеја Прадо на Јутјубу.

### Друго
- "El Greco (Domenico Theotocopulos) (1541–1614)". Ел Греко - периодизација историје умјетности. Њујорк: Метрополитенски музеј умјетности
- Ел Греко